# Nazionale maschile under 21 di calcio della Bosnia ed Erzegovina
La Nazionale bosniaca di calcio Under-21 rappresenta la Bosnia ed Erzegovina a livello di Under-21 ed è affiliata alla Fudbalski Savez Bosne i Hercegovine (FSBiH).
Partecipa al campionato europeo Under-21 che si tiene ogni due anni, anche se non si è mai qualificata.

## Partecipazioni ai tornei internazionali

### Europeo U-21
Fino al 1992 la Bosnia ed Erzegovina non aveva una propria nazionale in quanto lo stato bosniaco era inglobato nella Jugoslavia. Esisteva, quindi, un'unica nazionale che rappresentava tutta la Jugoslavia.
- 1998: Non qualificata
- 2000: Non qualificata
- 2002: Non qualificata
- 2004: Non qualificata
- 2006: Non qualificata
- 2007: Non qualificata
- 2009: Non qualificata
- 2011: Non qualificata
- 2013: Non qualificata
- 2015: Non qualificata
- 2017: Non qualificata
- 2019: Non qualificata

## Rosa attuale
Presenze e reti aggiornate al 26 marzo 2019.
| 1  | P | Vladan Kovačević      | 11 aprile 1998   | 2  | -? | Sarajevo          |  |  |
| 22 | P | Suan Bešić            | 9 aprile 1998    | 2  | -? | Angers            |  |  |
|    |   |                       |                  |    |    |                   |  |  |
| 2  | D | Jusuf Gazibegović     | 11 marzo 2000    | 2  | 0  | Liefering         |  |  |
| 3  | D | Halid Šabanović       | 22 agosto 1999   | 3  | 0  | Sarajevo          |  |  |
| 5  | D | Besim Šerbečić        | 1º maggio 1998   | 6  | 2  | Sarajevo          |  |  |
| 13 | D | Amar Beganović        | 25 novembre 1999 | 2  | 0  | Sloboda Tuzla     |  |  |
| 14 | D | Jasmin Čeliković      | 7 gennaio 1999   | 1  | 0  | Inter Zaprešić    |  |  |
| 17 | D | Selmir Pidro          | 3 marzo 1998     | 2  | 0  | Sarajevo          |  |  |
| 18 | D | Nihad Mujakić         | 15 aprile 1998   | 2  | 0  | Sarajevo          |  |  |
|    |   |                       |                  |    |    |                   |  |  |
| 4  | C | Anel Šabanadžović     | 24 maggio 1999   | 2  | 0  | Željezničar       |  |  |
| 7  | C | Zinedin Mustedanagić  | 1º agosto 1998   | 5  | 2  | Ružomberok        |  |  |
| 8  | C | Vladan Danilović      | 27 luglio 1999   | 3  | 0  | Borac Banja Luka  |  |  |
| 10 | C | Marijan Ćavar         | 2 febbraio 1998  | 12 | 3  | Osijek            |  |  |
| 15 | C | Mateo Marić           | 18 marzo 1998    | 0  | 0  | Široki Brijeg     |  |  |
| 19 | C | Petar Bojo            | 8 gennaio 1998   | 2  | 0  | Mladost D. Kakanj |  |  |
| 20 | C | Marko Brkić           | 11 aprile 2000   | 1  | 0  | Zvijezda 09       |  |  |
|    |   |                       |                  |    |    |                   |  |  |
| 9  | A | Ermedin Demirović     | 25 marzo 1998    | 9  | 4  | Almería           |  |  |
| 11 | A | Nardin Mulahusejnović | 9 febbraio 1998  | 5  | 1  | Maribor           |  |  |
| 21 | A | Nermin Hajdarević     | 10 febbraio 1999 | 2  | 0  | Zrinjski Mostar   |  |  |
| 23 | A | Kristijan Stanić      | 20 aprile 2001   | 1  | 0  | Zrinjski Mostar   |  |  |

## Staff tecnico
- Commissario Tecnico:  Slobodan Starčević
- Vice-Allenatore:   Mario Ivanković
- Vice-Allenatore:  Haris Alihodžić
- Preparatore dei portieri:  Zoran Sofrenić
- Preparatore atletico:  Eldin Jelešković